# Pero afuera
Pero afuera là một loài bướm đêm trong họ Geometridae.